# Ctyrokya
Ctyrokya is een geslacht van uitgestorven weekdieren uit de klasse van de Gastropoda (slakken).

## Soorten
- Ctyrokya ammoni Schlickum, 1965 †
- Ctyrokya conoidea (Krauss, 1852) †
- Ctyrokya hoelzli (Schlickum, 1964) †
- Ctyrokya schlickumi Čtyroký, 1969 †
- Ctyrokya zoebeleini Schlickum, 1970 †